# Присяжнюк Олександр Анатолійович
Олександр Анатолійович Присяжнюк (нар. 20 квітня 1981, Куна, Гайсинський район, Вінницька область) — Народний депутат України від фракції Арсенія Яценюка «Народний фронт», секретар Комітету у закордонних справах.
Син регіонала Анатолія Присяжнюка — голови Київської облдержадміністрації з 2010 по 2014.

## Освіта
У 2002 році закінчив юридичний факультет Таврійського національного університету ім. В. І. Вернадського та отримав кваліфікацію спеціаліста. У 2006 році здобув кваліфікацію магістра права за спеціальністю «Правознавство».
У 2007 році закінчив Інститут міжнародних відносин Київського національного університету імені Тараса Шевченка за спеціальністю «Політолог-міжнародник, перекладач з англійської мови».
У 2007 році здобув науковий ступінь кандидата юридичних наук.
У 2012 році присвоєно почесне звання «Заслужений юрист України».
У 2013 році закінчив Національну академію державного управління при Президентові України та здобув кваліфікацію магістра за спеціальністю «Державне управління».

## Кар'єра
З 2004 по 2007 рр. — юрисконсульт в Акціонерному комерційному банку «Чорноморський банк розвитку та реконструкцій».
Протягом 2007 року — третій секретар відділу оперативного реагування Департаменту секретаріату Міністра закордонних справ України.
З 2007 по 2010 рр. — помічник-консультант народного депутата України VI скликання з поширення дії Закону України «Про державну службу».
З 2010 по 2011 рр. займав посаду заступника директора з питань перспективного розвитку дочірньої компанії «Газ України» НАК «Нафтогаз України».
З 2011 по 2013 рр. — заступник директора Департаменту реалізації газу в НАК «Нафтогаз України».
З 2013 по 2014 рр. — радник Голови Верховної Ради України.
З березня по жовтень 2014 року обіймав посаду заступника керівника Апарату Прем'єр-міністра України.
Був депутатом Київської облради від «Фронту Змін»